# Volo Fly Jamaica Airways 256
Il volo Fly Jamaica Airways 256 era un collegamento passeggeri di linea internazionale dall'aeroporto Internazionale Cheddi Jagan, in Guyana, all'aeroporto Internazionale di Toronto-Pearson, in Canada. Il 9 novembre 2018, un Boeing 757 operante il volo ha subito un guasto tecnico che lo ha costretto al ritorno all'aeroporto di origine; il malfunzionamento ha provocato l'uscita di pista in fase di atterraggio. L'incidente ha causato danni significativi all'aeromobile e il decesso di un passeggero.

## L'aereo
Il velivolo coinvolto nell'incidente era un Boeing 757-23N, con marche N524AT e numero di serie 30233. Era spinto da due motori Rolls-Royce RB211. Fu costruito nel 1999 e volò per ATA Airlines, VIM, Aurela e Thomas Cook prima di essere acquisito da Fly Jamaica nel 2012. Dopo l'accaduto, l'aereo è stato demolito.

## Passeggeri ed equipaggio
A bordo dell'aeromobile c'erano 118 passeggeri e 8 membri dell'equipaggio. Sei persone sono rimaste ferite e una donna di 86 anni è deceduta successivamente il 16 novembre 2018 a causa delle lesioni riportate durante l'incidente.

## L'incidente
L'aereo è partito dall'aeroporto internazionale Cheddi Jagan, in Guyana, il 9 novembre 2018 alle 02:09 ora locale, diretto a Toronto, in Canada. Il volo ha segnalato un guasto al sistema idraulico 18 minuti dopo il decollo; di conseguenza, il pilota ha interrotto la salita e il velivolo è tornato all'aeroporto di partenza per un atterraggio di emergenza, avvenuto alle 02:53. Durante l'atterraggio, l'aeromobile è uscito di pista e ha colpito la recinzione perimetrale dell'aeroporto, subendo danni sostanziali al carrello di atterraggio principale di destra e al motore n.2.

## Le indagini
L'autorità per l'aviazione civile di Guyana, coadiuvata da un team di esperti di Boeing e dell'NTSB, ha aperto un'indagine sull'incidente.
Le scatole nere sono state recuperate e inviate ai laboratori del National Transportation Safety Board.